# Verlenque

Le Verlenque est une rivière française qui coule dans le département de l'Aveyron. C'est un affluent de l'Aveyron en rive gauche, donc un sous-affluent de la Garonne par l'Aveyron puis par le Tarn. 

## Géographie
De 9,6 km de longueur, le Verlenque prend sa source au sud du Massif central sur le Causse de Sévérac commune de Lapanouse dans le département de l'Aveyron dans le Parc naturel régional des Grands Causses et se jette dans l'Aveyron commune de Sévérac-le-Château.

## Départements et villes traversées
- Aveyron : Lapanouse, Sévérac-le-Château

## Principaux affluents
- Le Verlencuze (3,4 km)